# Piccolo Teatro
Piccolo Teatro (svenska Lilla teatern) är en regional teater i Milano i Lombardiet. Den grundades 1947 av bl.a. Giorgio Strehler som också varit teaterns mest tongivande regissör och konstnärlige ledare.
Inom italiensk teater har Piccolo Teatro varit pionjär som fast ensemble på en fast scen. Man har också varit föregångare i att lansera ensemblespel till skillnad från stjärnspel. Teaterns profil har varit att vidga publikbasen och vända sig till alla samhällslager.
Giorgio Strehlers nytolkningar av klassisk dramatik har väckt internationell uppmärksamhet. Med grund i episk teater inspirerad av Bertolt Brecht gjorde han sig känd för visuell slagkraft.